# Fronteira China–Coreia do Norte
A fronteira entre China e Coreia do Norte é a linha que limita os territórios da China e da Coreia do Norte.
A fronteira tem 1 416 km de comprimento, e fica a norte da península coreana.
O limite começa a oeste no mar Amarelo e segue integralmente o rio Yalu, até à sua nascente no monte Baekdu. A fronteira desce depois até ao rio Tumen e segue até à junção da fronteira China-Rússia com a fronteira Coreia do Norte-Rússia (42° 25′ N, 130° 36′ L), alguns quilómetros antes da foz do rio no mar do Japão.
Há poucos pontos de passagem abertos entre os dois países. O mais significativo é a Ponte da Amizade Sino-Coreana, sobre o rio Yalu entre a cidade norte-coreana de Sinuiju e a chinesa de Dandong.

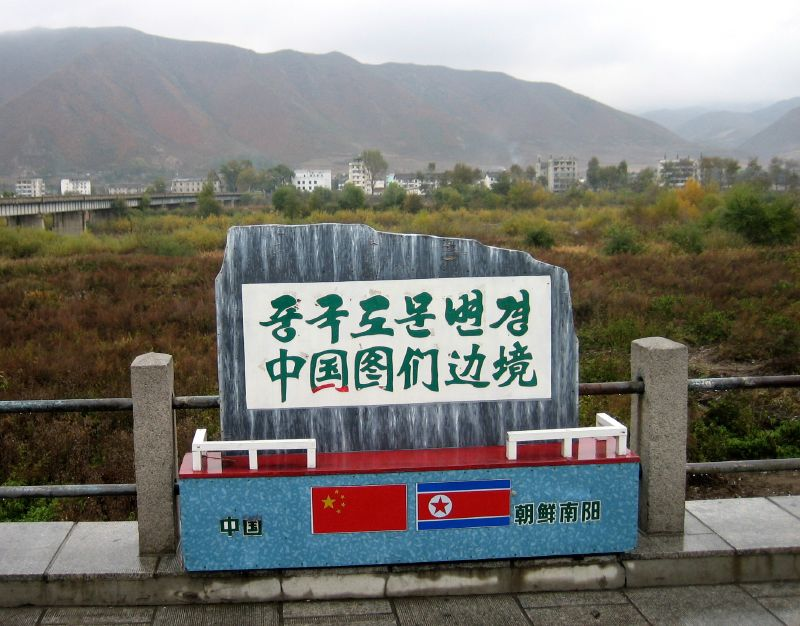
Monumento na fronteira

## Controle da fronteira
A fronteira entre a China e a Coreia do Norte não é considerada completamente intransponível e protegida, como deveria ser; muitos desertores norte-coreanos fogem do país por esta fronteira. Em 2006, a China construiu uma cerca de 20 quilômetros perto de Dandong ao longo de trechos facilmente transitáveis do delta do rio Yalu. A cerca tinha dois metros e meio de altura e é reforçada com arame farpado.
Em 2007, foi relatado que a China estava construindo mais cercas ao longo da fronteira.
Nesse mesmo ano, a Coreia do Norte começou a construir uma cerca de 10 quilômetros ao longo da margem do rio Yalu, flanqueada por um trecho de estrada projetado especificamente para o controle da fronteira.